# Bushehr
Bushehr (alternativt Bandar-e-Bushehr, persisk بوشهر) er en iransk havneby ved den Persiske Bugt. Byen er hovedstad for provinsen Bushehr og har 223.504 (2016) indbyggere. Ved folketællingen i 2006 var der 169.966 indbyggere.

## Historie
Det moderne Bushehr blev grundlagt i 1736 af kong Nadir Shah. Byens historie går imidlertid tilbage til sassanidernes tid, da Bushehr var en vigtig havneby for den persiske handelsflåde. I Rishehr, syd for den nuværende by, findes ruiner af en forhistorisk elamitisk bosættelse. I 500-tallet blev Bushehr et vigtig center for de iranske nestorianere i det sassanidiske rige.
I 1500-tallet indvandrede folk fra Østafrika og Zanzibar til Bushehr, og satte deres præg på byens kultur og musik.
I 1737 åbnede det Nederlandske Ostindiske Kompagni en handelsstation i Bushehr, som bestod frem til 1753. Ti år senere gav den persiske regent Karim Khan Zand det Britiske Ostindiske Kompagni lov til at åbne en handelsstation i byen. Det blev en vigtig base for den britiske flåde i slutningen af 1700-tallet. I 1800-tallet blev Bushehr et stadig vigtigere knudepunkt for handlen i den Persiske Bugte og Det Indiske Ocean. På grund af stærk hede og dårlig ferskvandsforsyning var Bushehr dog præget av dårlige sanitære forhold, hvilket hæmmede byens vækst.
Den danske sprogforsker Rasmus Rask besøgte i 1820 byen under sin store forskningsrejse til Østen. 
I 1856 blev Bushehr besat af britiske tropper. Gentagne oprør ledet af Rais Ali Delvar tvang dog til sidst briterne til at trække sig tilbage igen. I 1915 blev byen igen besat af briterne som led i den anglo-russiske invasion af Persien under Første Verdenskrig.
Den gamle del af bymidten har mange eksempler på traditionel arkitektur fra perioden 1870-1920.

## Infrastruktur, erhvervsliv og forskning
Udover at være en af de vigtigste havnebyer ved den Persiske Golf har Bushehr en international lufthavn, og motorveje knytter byen til Ahvaz i nordvest og Shiraz i nordøst, mens en landevej langs kysten knytter Bushehr til Bandar Abbas i sydøst.
Fiskeri og og fiskeindustri er vigtige erhverv i Bushehr. I udkanten af byen ligger store værksteder, der blandt andet producerer metalarbejder, måtter og andre tekstiler, samt cementfabrikker og kemisk industri. Bushehr er desuden et vigtigt marked for landbrugsprodukter fra naboprovinsen Fars, og byen har en del fødevareindustri. Den iranske flåde har en base i byen.
Bushehr huser det statslige Den Persiske Golfs Universitet, der blev grundlagt som en ingeniørhøjskole i 1991, men i dag er et fuldt udbygget universitet med otte fakulteter og 7,000 studerende. 

## Kernekraftværk
Irans første kernekraftværk ligger 12 km fra Bushehr. Kraftværket har en trykvandsreaktor på 1000 MW og blev tilkoblet det nationale elnet i 2011.